# Bofete
Bofete é um município brasileiro do interior do estado de São Paulo. Sua população estimada em 2022 era de 10 688 habitantes. O município é formado pela sede e pelos distritos de Santo Inácio e São Roque Novo.

## Topônimo
O nome da cidade "Bofete" é por conta de um morro que se encontra no município. Segundo saberes populares, o morro possui uma pequena câmara escavada na rocha, onde os tropeiros que viajavam de Minas Gerais ao Paraná costumavam guardar alimentos não perecíveis e água fresca para os colegas que utilizassem a mesma rota. Entre seringueiros e garimpeiros, popularizou-se o nome de "Morro do Buffet", que, em francês, quer dizer, literalmente, "aparador de comida". A denominação foi abrasileirada para Bofete e acabou se impondo ao pequeno vilarejo, que até ali se chamava "Samambaia", "Freguesia do Rio Bonito" e "Bofete". O nome foi oficializado em 21 de dezembro de 1921.

## História
Os mineiros  Vicente Ferreira da Costa, Félix Hilário e João Antônio Gonçalves foram os fundadores do município. Em 1847, o local ficou conhecido como "Patrimônio de Nossa Senhora da Piedade", no mesmo ano foi construída uma igreja com terras doadas por Vicente Costa.
Em 21 de abril de 1880 foi criada a vila. A fundação da cidade foi atribuída aos mineiros Vicente Ferreira da Costa, Félix Hilário e João Antônio Gonçalves, que se fixaram no lugar chamado Samambaia. Bofete pertenceu, sucessivamente, a Botucatu e Tatuí, até se emancipar como vila.

## Geografia
Localiza-se a uma latitude 23º06'08" Sul e a uma longitude 48º15'28" Oeste, estando a uma altitude de 576 metros. Possui uma área de 653,36 km².

### Topografia
A cidade possui formações geomorfológicas, como "O Gigante Adormecido", presente na bandeira da cidade, e também as "Três Pedras", que, segundo uma lenda urbana, jesuítas da Fazenda Botucatu protegiam-se de ataques indígenas e teriam escondido tesouros, posteriormente roubados pelos bandeirantes.

### Hidrografia
- Rio do Peixe[8]
- Rio Bonito
- Rio de Santo Inácio
- Rio da Ponte Alta
- Rio Jacutinga
- Rio do Óleo

### Clima
Clima mesotérmico úmido com inverno seco.

### Rodovias
- SP-141
- SP-147
- SP-280

## Demografia
Dados do Censo - 2000
População Total: 7.356
- Urbana: 5.231
- Rural: 2.125
- Homens: 3.859
- Mulheres: 3.497
- Densidade demográfica (hab./km²): 11,26
- Mortalidade infantil até 1 ano (por mil): 9,79
- Expectativa de vida (anos): 74,85
- Taxa de fecundidade (filhos por mulher): 3,03
- Taxa de Alfabetização: 87,71%
- Índice de Desenvolvimento Humano (IDH-M): 0,791
- IDH-M Renda: 0,707
- IDH-M Longevidade: 0,831
- IDH-M Educação: 0,836

(Fonte: IPEADATA)

## Economia
A cidade não possui destaque em um setor econômico específico por ser diverso, abrangendo em silvicultura, cultivo de laranja, agropecuária, integração de aves e loteamentos para chácaras de veraneio, além do turismo.

## Infraestrutura

### Comunicações
O sistema de telefones automáticos foi inaugurado na cidade em 1977 pela Telecomunicações de São Paulo (TELESP), que também implantou o sistema de discagem direta à distância (DDD) em 1983 com o código de área (0149).
Na década de 90 o código DDD da cidade foi alterado para (014), para padronização do sistema telefônico com a telefonia celular que estava sendo implantada em todo o estado.

## Cultura e lazer

### Esportes
Bofete tem uma grande tradição no futebol, tendo revelado jogadores que atuaram e ainda atuam em equipes profissionais, como também membros de equipe de arbitragem atuante no futebol profissional. 

## Religião
O Cristianismo se faz presente na cidade da seguinte forma:

### Igreja Católica
- A igreja faz parte da Arquidiocese de Botucatu.[12]

### Igrejas Evangélicas
Entre as igrejas protestantes históricas, pentecostais e neopentecostais, encontram-se na cidade:
- Assembleia de Deus Ministério do Belém.[15][16]
- Congregação Cristã no Brasil.[17]

## Galeria de fotos

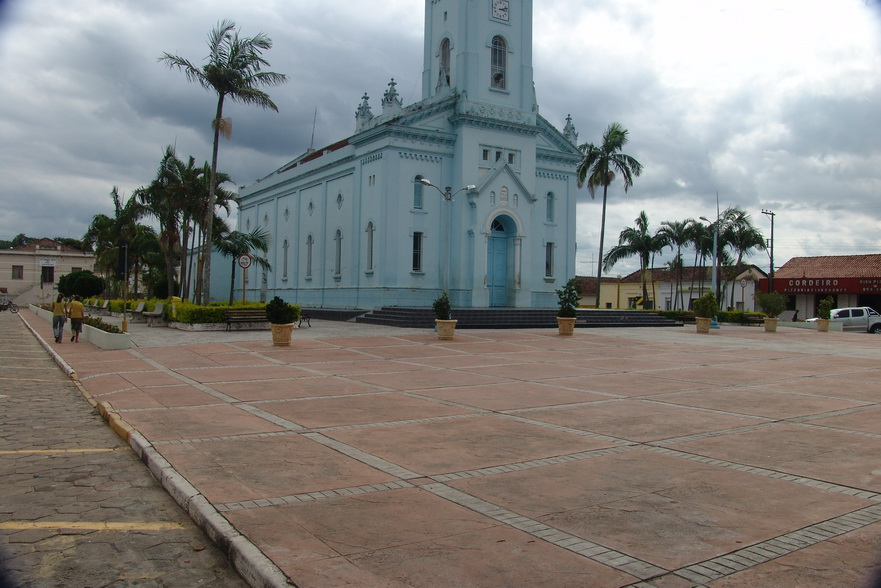
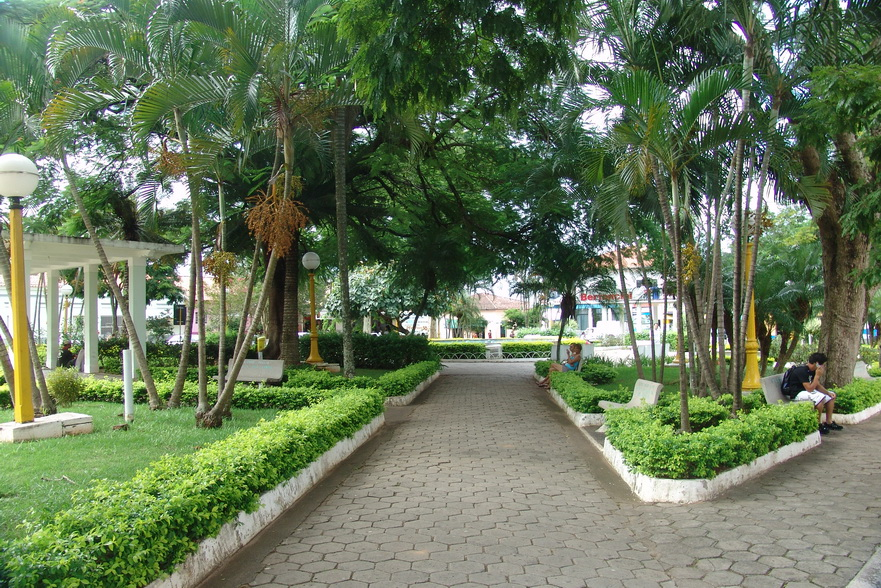
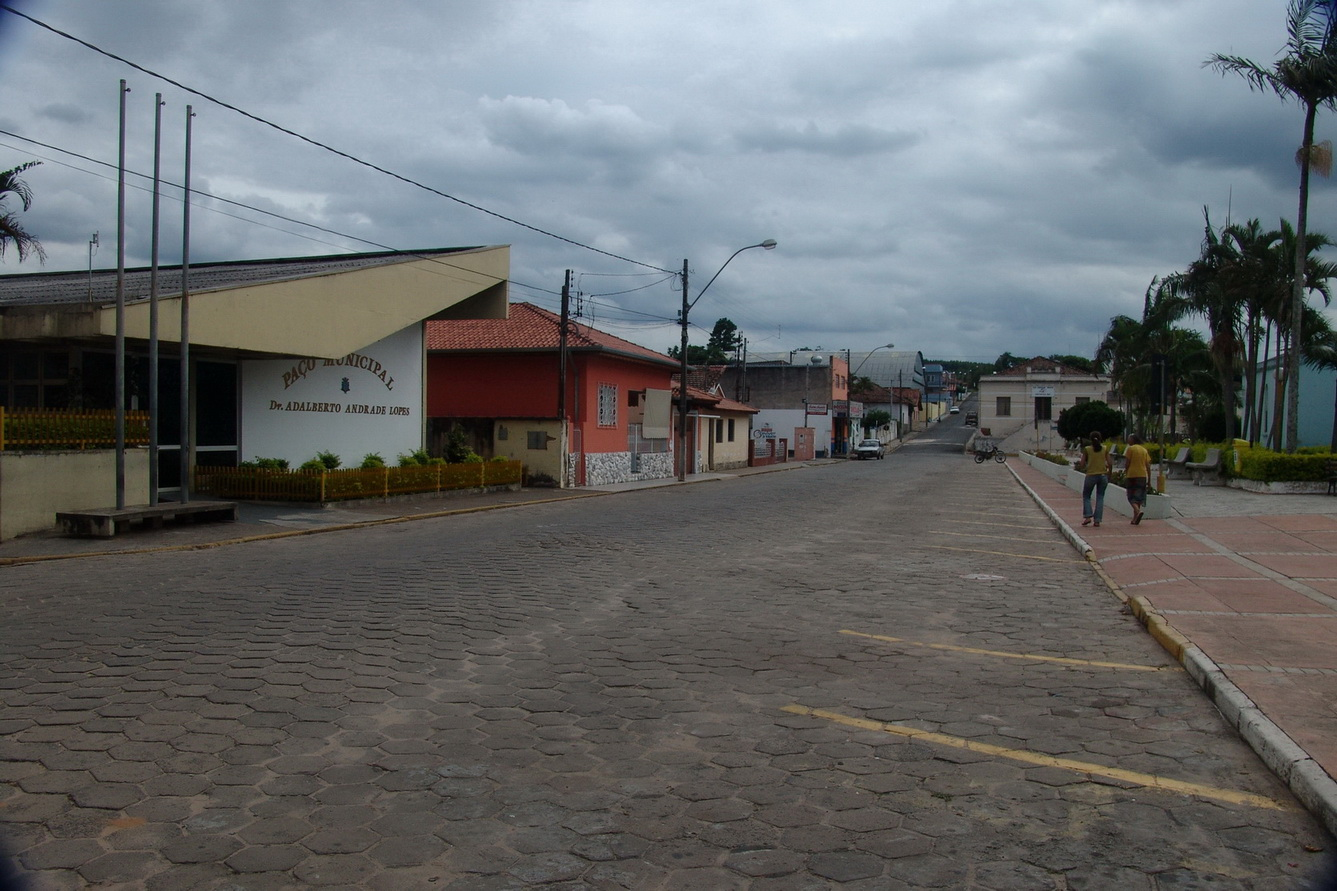
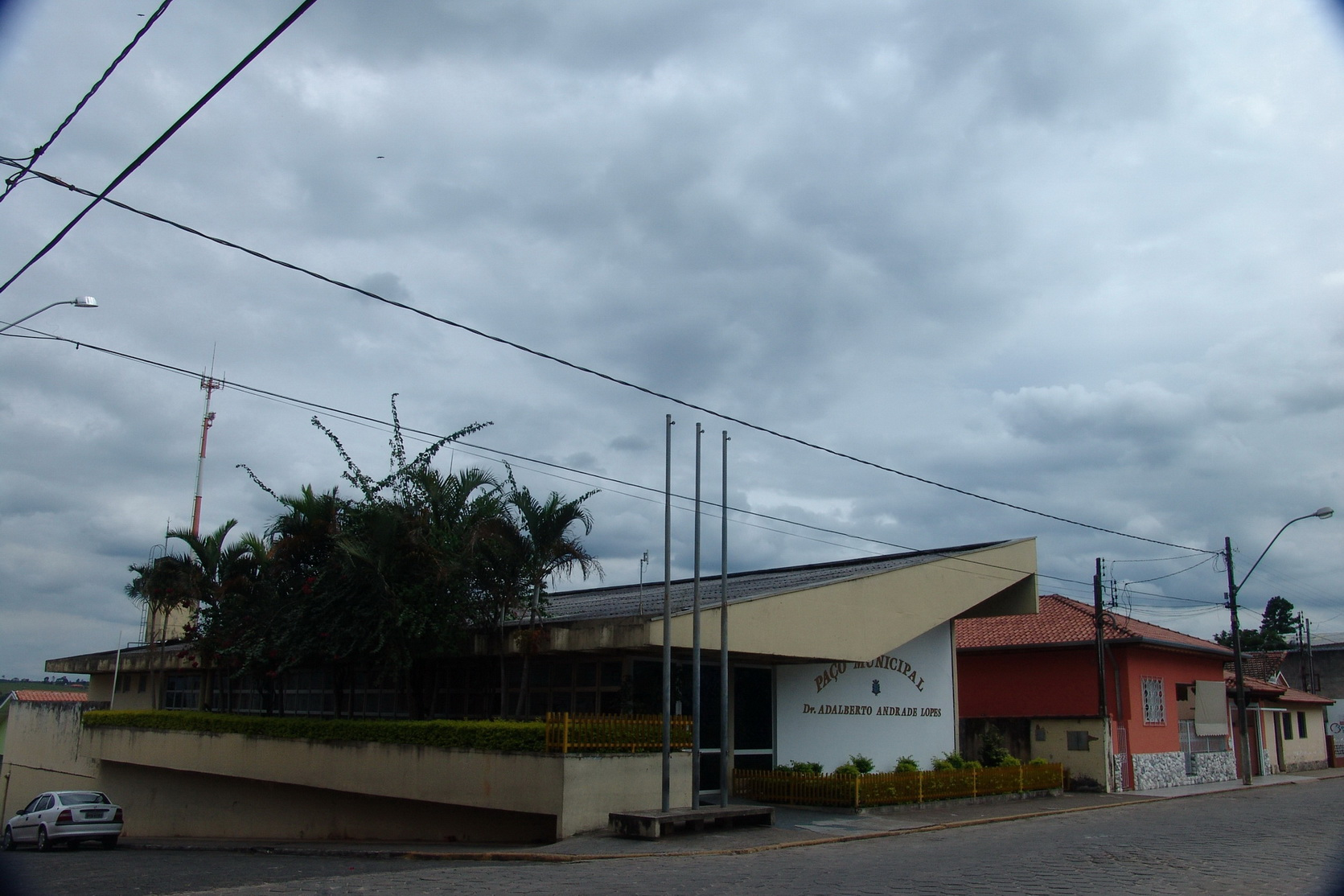
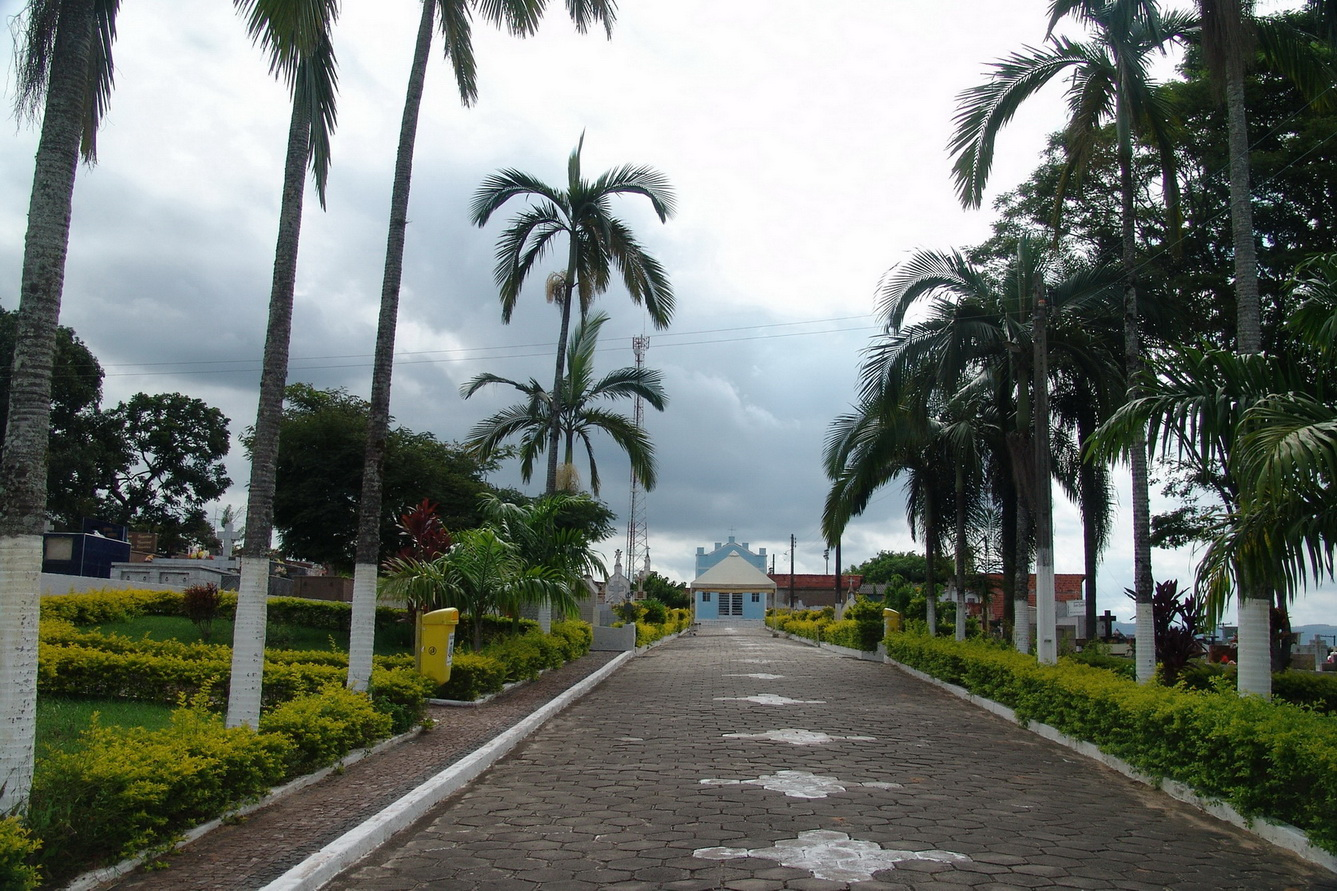
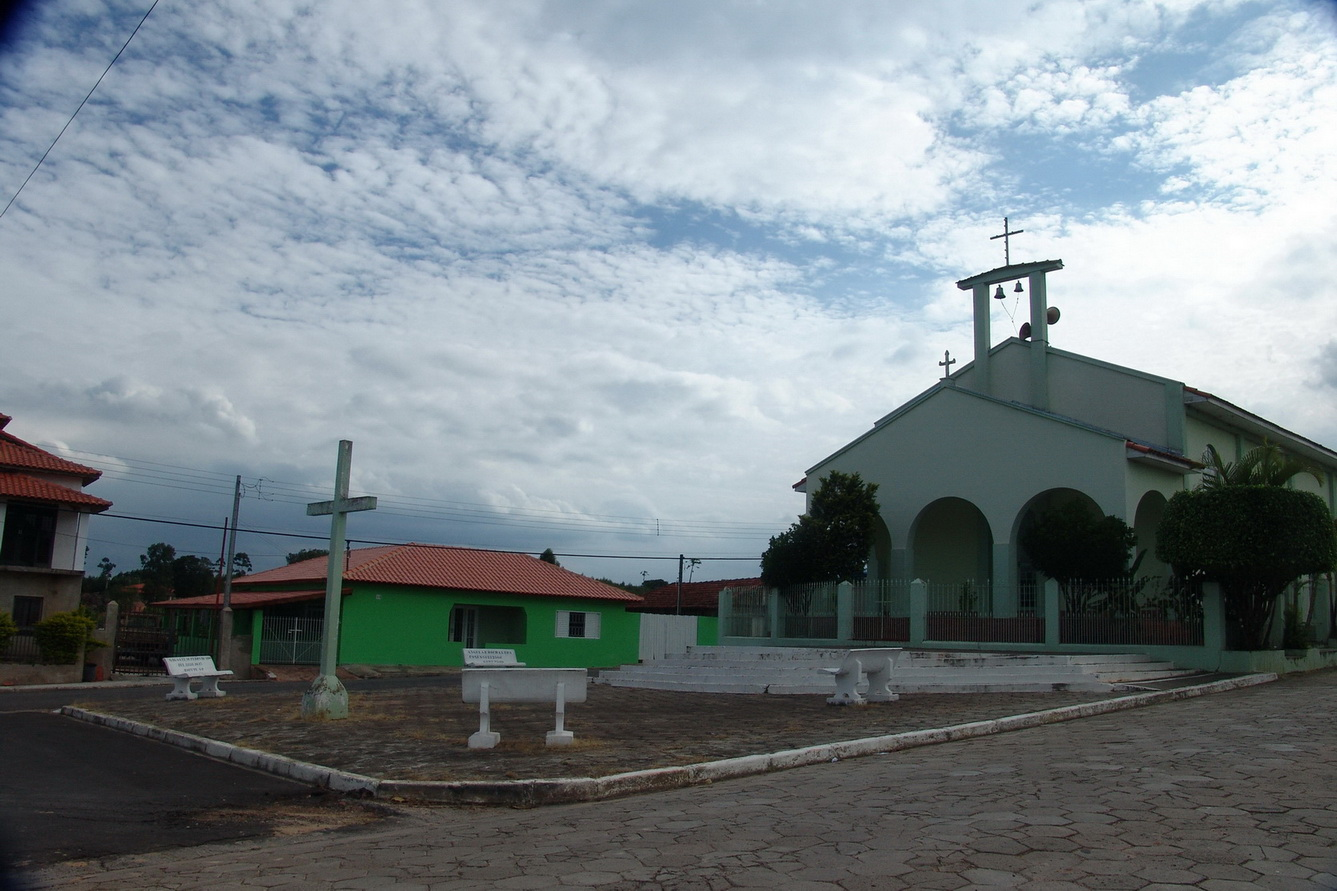
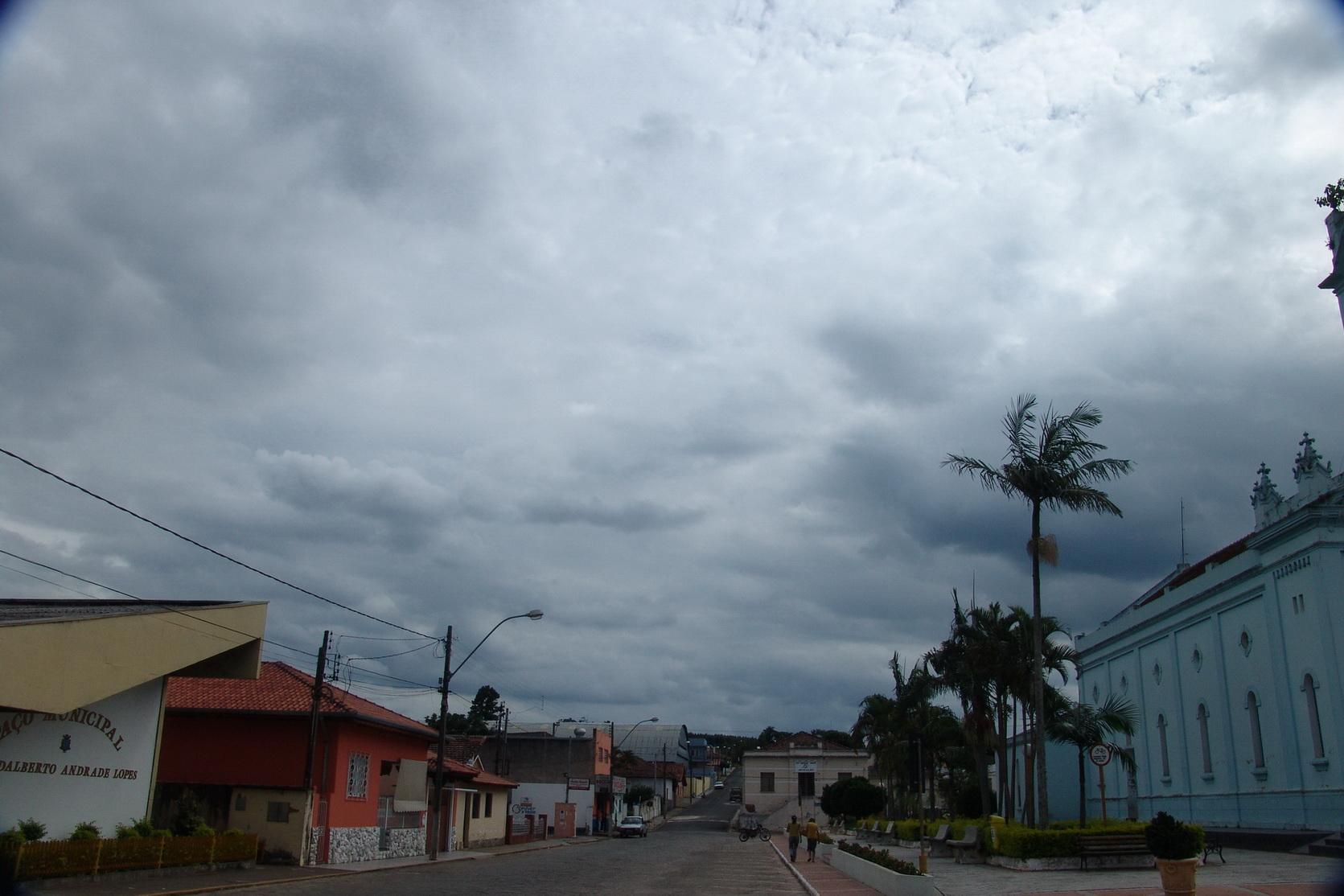
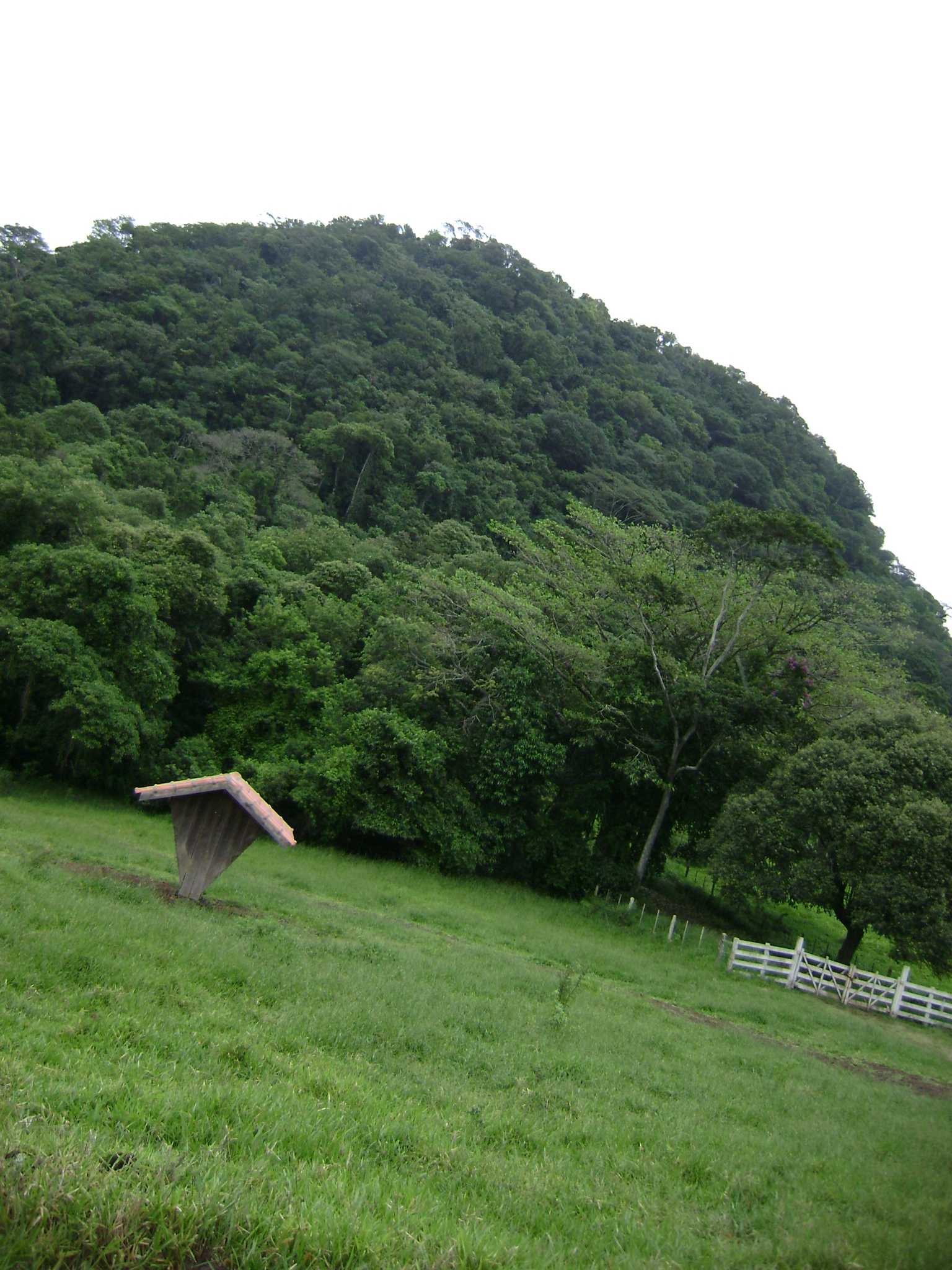